# Cisie-Zagrudzie
Cisie-Zagrudzie – wieś w Polsce położona w województwie mazowieckim, w powiecie siedleckim, w gminie Kotuń. Ma status sołectwa.
W latach 1975–1998 miejscowość administracyjnie należała do województwa siedleckiego.
Przez miejscowość przebiega droga gminna Żelków-Kolonia – Kotuń
We wsi znajdują się ruiny pałacu Twarowskich/Starzyńskich.

## Historia
Cisie w 1783 r. były własnością Dominika Przeździeckiego, starosty mińskiego. Majątek w 1804 r. odkupił generał artylerii Teodor Potocki. 21 lipca 1817 r. generałowi urodził się syn Pantaleon Ignacy Potocki, który przyjął majątek po śmierci ojca w 1839 r.  
W 1846 r. Pantaleon Potocki przystąpił do spisku powstańczego, jednak został złapany i trafił do cytadeli warszawskiej. Finalnie został stracony na rynku miejskim w Siedlcach, a Potockiego majątek został skonfiskowany.  
W 1872 r. właścicielem dóbr został hrabia Zygmunt Twarowski, który rozpoczął budowę eklektycznego pałacu z wieżą i zakłada 2,5 hektarowy park. Chcąc dokończyć wystawną budowę, parcelował część majątku i sprzedał ziemię chłopom, a przy tym powstało Zagrudzie. W 1913 r. Twarowscy nie wykończywszy jeszcze pałacu, sprzedali majątek Zygmuntowi Fortunatowi Starzyńskiemu, który skończył jego budowę. Kolejnymi właścicielami majątku zostali w 1921 r. Jan Niemira, w 1922 r. Stanisław Klome, a w 1927 r. Józef Maria Mielżyński. Ostatnim właścicielem rezydencji od 1929 r. do października 1944 r. był baron Jerzy Konopka. Po wojnie w pałacu mieściła się szkoła i mieszkania dla nauczycieli. 